# Liège (prowincja)
Liège (fr. Province de Liège, nld. Provincie Luik, niem. Provinz Lüttich) – prowincja we wschodniej Belgii, w Regionie Walońskim, ze stolicą w mieście Liège.
Graniczy z Niderlandami, Niemcami, Luksemburgiem oraz prowincjami: Luksemburg, Namur, Brabancja Walońska, Brabancja Flamandzka oraz Limburgia. Zajmuje powierzchnię 3862 km², a zamieszkuje ją 1 110 989 mieszkańców (1 stycznia 2022).

## Podział administracyjny
Prowincja podzielona jest na cztery okręgi (nl. i fr. Arrondissement, niem. Bezirk), w skład których wchodzą 84 gminy (nld. Gemeente, fr. commune, niem. Gemeinde): 
| Lp. | Nazwa okręgu           | Powierzchnia km² | Ludność (1 stycznia 2022) | Liczba gmin |
| --- | ---------------------- | ---------------- | ------------------------- | ----------- |
| 1.  | Huy (Hoei)             | 659,36           | 114 942                   | 17          |
| 2.  | Liège (Luik / Lüttich) | 796,87           | 624 524                   | 24          |
| 3.  | Verviers               | 2016,22          | 288 511                   | 29          |
| 4.  | Waremme (Borgworm)     | 389,87           | 83 012                    | 14          |